# Вейкбординг

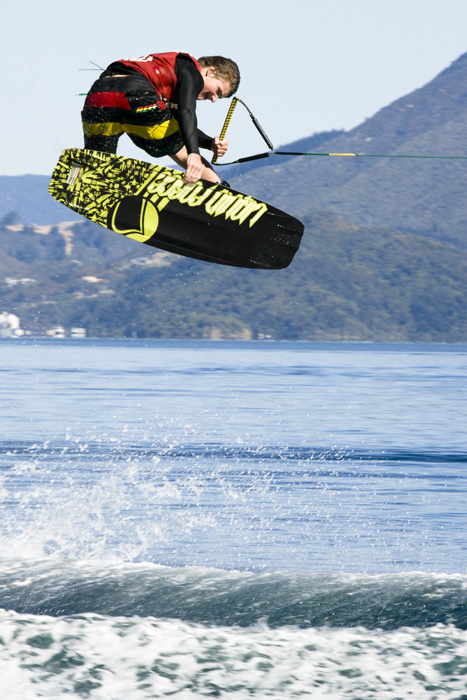
от 1 лица

Вейкбординг или вейкборд (часто просто вейк, от англ. wakeboard: wake — кильватер, board — доска) — экстремальный вид спорта, сочетающий в себе элементы воднолыжного слалома, акробатику и прыжки. Вейкбординг имеет сходство со сноубордом, скейтбордом и сёрфингом.

## Описание
В вейкбординге выделяют две официальные дисциплины: вейкборд-катер и вейкборд-электротяга (кабельный вейкбординг) и одну неофициальную: вейкборд-улицы (от англ. street wakeboarding).
В катерном вейкбординге спортсмен едет за катером, держась за фал, и выполняет различные трюки с помощью бегущей волны, трамплинов и других фигур на воде.
В кабельном вейкбординге движение спортсмена по воде происходит с помощью механизированной канатно-буксировочной установки, заменяющей катер. Существуют кольцевые установки, где движение происходит по кругу (вейк-парки), и реверсивные установки, где движение спортсмена возможно только вперёд и назад.
В "уличном" вейкбординге движение спортсмена по воде (тяга/буксировка) происходит с помощью мобильной спортивной лебедки (моторизована с помощью ДВС). Райдер выполняет трюки, используя естественный рельеф, трамплины, другие фигуры и ровную водную гладь. Движение происходит от места старта к месту финиша (месту установки лебедки) по всей акватории водоема. Траектория движения райдера (вейкбордиста/ки) без ограничений в выборе угла поворотов спортсмена, в отличии от катерной и кабельной тяги, где короткое расстояние каната/фала/троса рукоятки между райдером и источником тяги накладывает свои ограничения в движении (райдер не может далеко уехать от источника буксировки). Благодаря компактным размерам мобильной спортивной лебедки спортсмен может организовать себе вейкпарк за 10 минут на любом свободном водоеме длиной от 25 до 600м. Скорость варьируется от 0 до 55км/ч.
В Европе кабельный вейкбординг развит гораздо больше, чем катерный, в силу своей доступности и экологичности. На территории Европы построено более 100 вейк-парков. В вейк-парках на водной поверхности размещаются трамплины и другие плавучие либо стационарные фигуры, на которые спортсмены заезжают во время движения по кругу. Катер, двигаясь на скорости 29-38 км/ч с дополнительным балластом на борту, оставляет за собой волну, которую катающийся использует как трамплин для прыжка. В прыжке можно исполнить множество разнообразных трюков.
Катера-буксировщики — специализированные спортивные катера для катания на вейкборде. В мире более 20 производителей катеров-буксировщиков. Наиболее известные компании, входящие в «большую пятёрку»: MasterCraft, Malibu, Nautique, Supra, Centurion Boats.

## Трюки
Все трюки в вейкбординге можно разделить на следующие группы:
- Вращения
- Сальто
- Сальто с вращением
- Основанные на рейли

### Грэбы (Grabs)[2]
Далее в тексте стороны доски названы следующим образом: toe side — носок (широкая сторона доски, на которую смотрят пальцы ног), heel side — пятка (широкая сторона доски, на которую смотрят пятки ног), nose — нос (узкая сторона доски спереди), tail — хвост (узкая сторона доски сзади):
1 2 (один-два)Передней рукой схватить пятку доски за задней ногой
A BЗадней рукой схватить пятку передней части доски, за передним креплением.
Canadian baconИсполняется задней рукой, которая проводится между ног сзади и хватает носок доски по центру.
Dicken saladИсполняется передней рукой, которая проводится между ног спереди и хватает пятку у доски по центру.
CrailЗадняя рука хватает носок доски перед передней ногой.
IndyЗадняя рука хватает носок доски по центру.
MelonПередняя рука хватает пятку доски по центру.
MethodПередняя рука хватает пятку доски по центру, как Melon, доска подтянута к талии.
MuteПередняя рука хватает носок доски по центру.
NosegrabПередняя рука хватает нос доски.
NuclearЗадняя рука хватает нос доски.
Roast beefЗадняя рука проводится между ног и хватает пятку доски по центру.
SeatbeltПередняя рука дотягивается через всё тело и хватает носок доски за задним креплением.
SlobПередняя рука хватает носок доски перед передней ногой.
StalefishЗадняя рука хватает пятку доски по центру.
TailfishПохож на Tindy. Задняя нога хватает пятку доски между задним креплением и хвостом.
TailgrabЗадняя рука хватает хвост доски.
Taipan airПередняя рука тянется за переднюю ногу и хватает носок доски между креплениями.
TindyЗадняя рука хватает носок доски за задним креплением.
SuicideЗадняя рука проводится через ручку фала и хватает носок доски (как Indy).